# Jean-François Boudreau
 (octobre 2018).
Si vous disposez d'ouvrages ou d'articles de référence ou si vous connaissez des sites web de qualité traitant du thème abordé ici, merci de compléter l'article en donnant les références utiles à sa vérifiabilité et en les liant à la section « Notes et références ».
Pour les articles homonymes, voir Boudreau.
Jean-François Boudreau, est un acteur québécois, actif depuis 1989.

## Filmographie
Source : IMDb

### Cinéma
- 2001 : La Loi du cochon d'Érik Canuel : employé de Riendeau
- 2003 : Nez rouge d'Érik Canuel : Johnny (truand qui rit)
- 2004 : Le Dernier Tunnel d'Érik Canuel : Mathieu Arcand
- 2005 : Le Survenant d'Érik Canuel : Gérard de Maska
- 2009 : 1981 de Ricardo Trogi : monsieur du journal
- 2011 : Le Vendeur de Sébastien Pilote : François Paradis
- 2012 : L'Empire Bo$$é de Claude Desrosiers : oncle Valère
- 2012 : Les Pee-Wee 3D : L'hiver qui a changé ma vie d'Éric Tessier : Gilles Bissonnette, père d'Éric
- 2015 : Le Mirage de Ricardo Trogi : l'homme de la piscine
- 2020 : Souterrain de Sophie Dupuis : Gaétan[1]
- 2022 : Confessions de Luc Picard : Marc Larose[2]

### Télévision
Source : QuiJoueQui?
- 2001 : Fortier : gardien de prison
- 2001 : Dans une galaxie près de chez vous : Gratien
- 2001 : Cauchemar d'amour : Jean-Marc Michaud
- 2002-2003 : Ayoye! : M. Valiquette
- 2006 : Casino : Gérard
- 2011 : Un tueur si proche : ami #1
- 2011 : Malenfant : J. Gagnon CSN
- 2013 : 19-2 : le grincheux
- 2013 : Mémoires vives (saison 1 épisodes 2 et 3) : enquêteur Dumaresque (jeune)